# Plecia biarmata
Plecia biarmata är en tvåvingeart som beskrevs av Hardy 1942. Plecia biarmata ingår i släktet Plecia och familjen hårmyggor.
Artens utbredningsområde är Costa Rica. Inga underarter finns listade i Catalogue of Life.